# 拉斯卡韦萨斯-德圣胡安
拉斯卡韦萨斯-德圣胡安，是西班牙安达卢西亚自治区塞维利亚省的一个市镇。 总面积230平方公里，总人口1557人（2001年），人口密度68人/平方公里。